# St. Nikolaus (Lenzkirch)

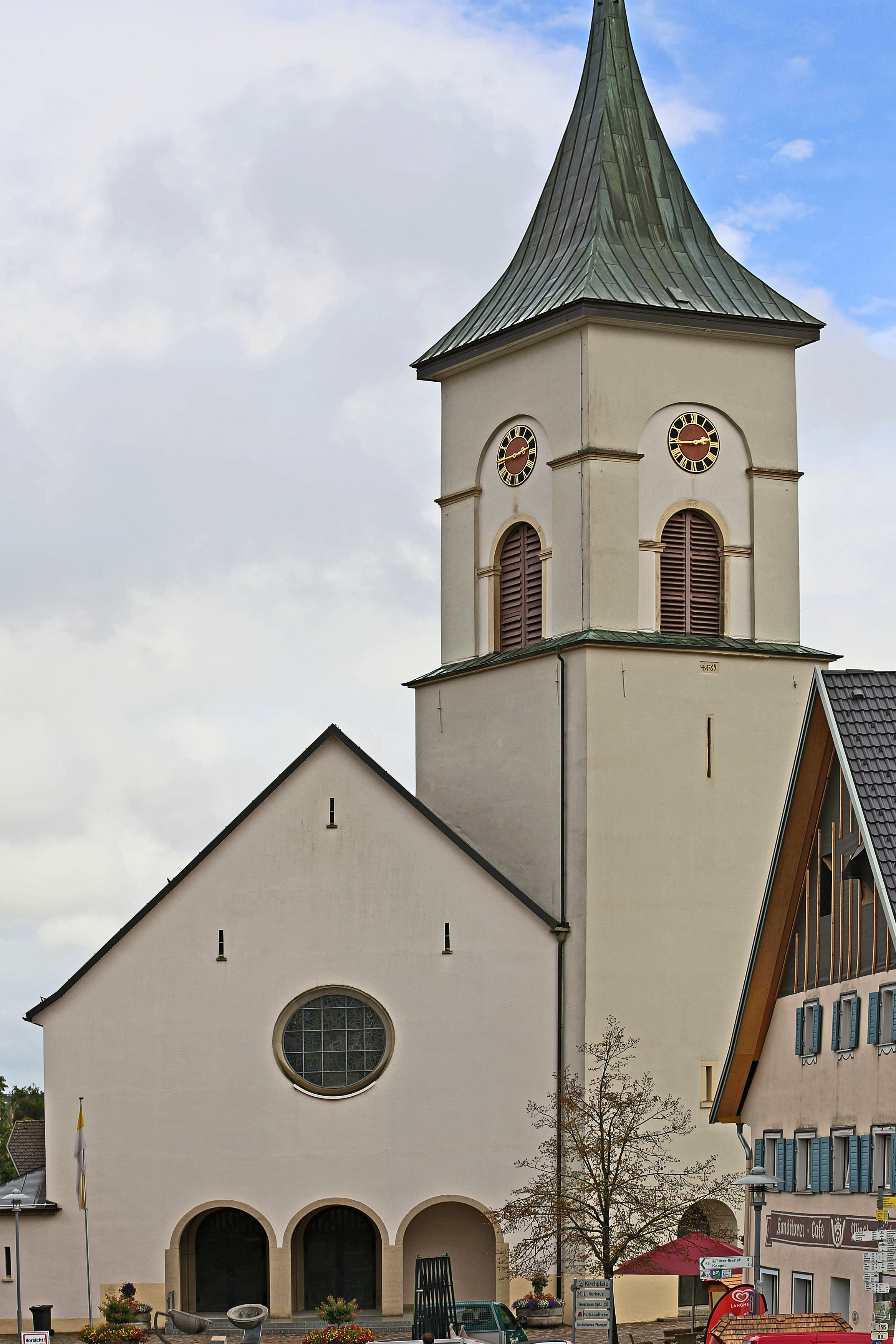
St.-Nikolaus-Kirche Lenzkirch

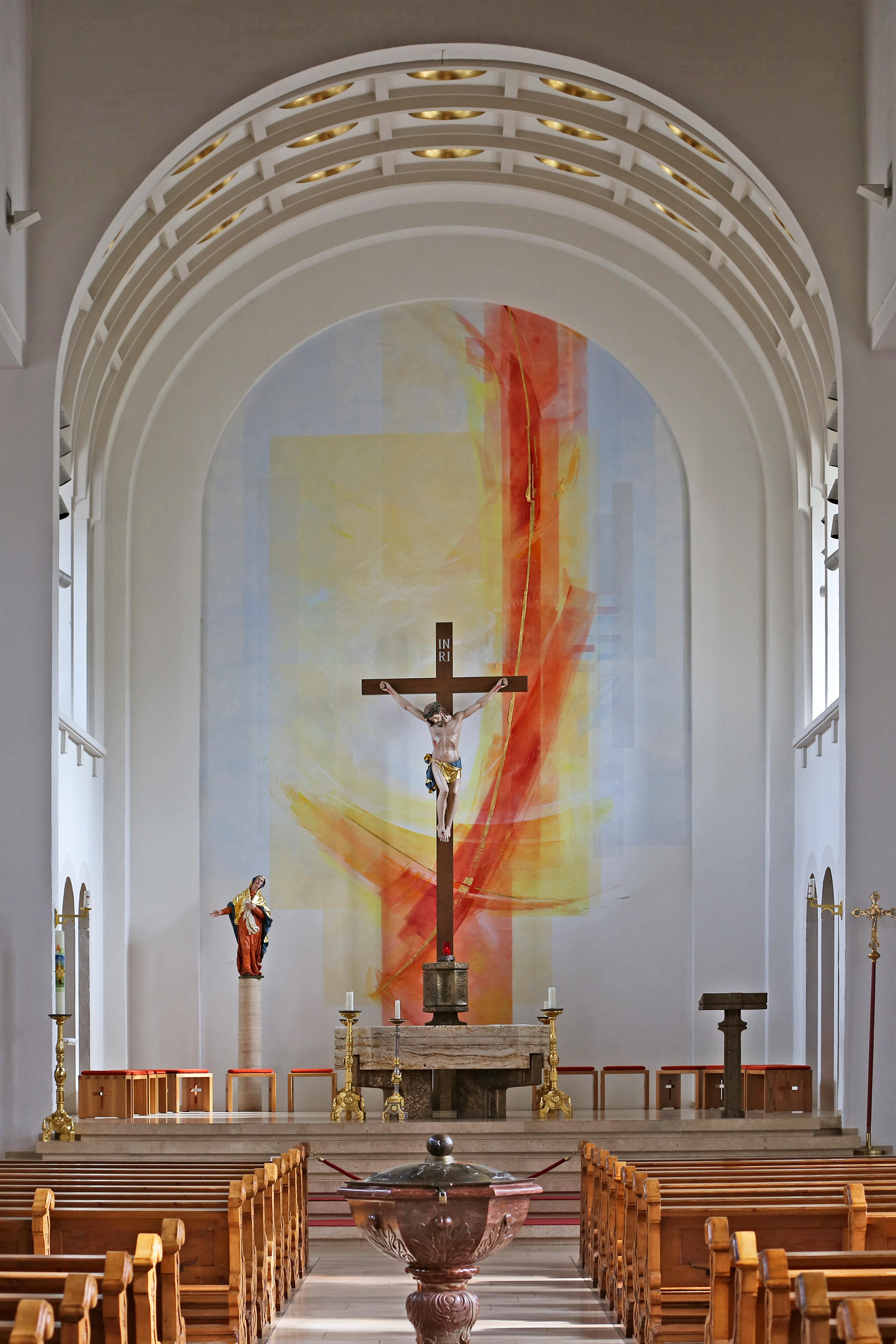
Inneres zum Altar hin

Die Pfarrkirche St. Nikolaus ist die römisch-katholische Kirche der Gemeinde Lenzkirch im Südschwarzwald. Sie gehört zur Seelsorgeeinheit Östlicher Hochschwarzwald im Dekanat Neustadt der Erzdiözese Freiburg.

## Geschichte
Erstmals bezeugt wird der Ort Lenzkirch und seine Kirche im Rotulus sanpetrinus um das Jahr 1132. Eine Pfarrei wird erstmals im Liber decimationis von 1275 genannt. Folgende Einzelheiten der Lenzkircher Kirchengeschichte gingen verloren, als 1813 ein Blitzschlag in das Gasthaus „Zum Wilden Mann“ einen Großbrand verursachte und 18 Häuser sowie Kirche und Pfarrhaus in Schutt und Asche legte. 1818 wurde eine neue Kirche geweiht, die im damals modernen Weinbrennerstil nach Plänen von Architekt Gottlieb Lumpp errichtet wurde. Das Gebäude bestand aus einem Langhaus mit vier Fensterachsen, einem eingezogenen Chor mit Fünfachtelschluss im Osten und dem Turm auf der gegenüber Westseite, dessen Unterteil mit der Jahreszahl 1569 erhalten geblieben war, durch den Architekten aber einen Aufsatz mit Glockenstube und mit einem leicht eingeknickten Pyramidendach erhielt.
Ab Mitte des 19. Jahrhunderts wuchs die Bevölkerung Lenzkirchs durch den Erfolg der ansässigen Uhrenindustrie so stark, dass die bestehende Kirche mit ihren 450 Plätzen bald nicht mehr ausreichte. So wurde ein Neubau beschlossen, der aber erst 1934/35 nach Plänen des Architekten Otto Linder im Heimatschutzstil errichtet wurde. Zuvor konnte aber die Lenzkircher Bevölkerung am 29. August 1929 den Apostolischer Nuntius Eugenio Pacelli, den späteren Papst Pius XII. begrüßen. Beim Neubau wurde der alte Turm beibehalten, die Richtung des Kirchenschiffs aber nach Südosten gedreht, so dass der Turm im hinteren Bereich über Eck in das Langhaus der Kirche eingeschnitten ist, ein besonderes Merkmal dieser Kirche. Am 22. September 1935, ein Jahr nach der Grundsteinlegung wurde die neue Kirche durch den Freiburger Weihbischof Wilhelm Burger geweiht. Die Ausstattung wurde weitgehend von der alten Kirche übernommen.
Der Kirchenraum ist basilikal, besteht aus einem breiten und hohen Hauptschiff und einem viel niedrigeren schmalen Seitenschiff. Das Hauptschiff selber hat den Querschnitt einer Pseudobasilika mit hohem Mittelteil. Unter den fensterlosen „Hochschiffswänden“ fehlen jedoch die Pfeiler, die diesen Raum in drei Schiffe unterteilen würden.
1975 wurde die Kirche gründlich renoviert und an die liturgischen Vorgaben in Folge des Zweiten Vatikanischen Konzils angepasst. Vorhandene Ausstattungsstücke, z. B. die Seitenaltäre,  wurden entfernt und eingelagert, so dass ein recht nüchterner Eindruck entstand. Mit einer Altarweihe im Dezember 1976 durch den damaligen Freiburger Weihbischof Karl Gnädinger war die Umgestaltung beendet. Eine aufwändige Innenrestaurierung folgte im Jahr 2009. Dabei wurden eingelagerte Teile der Ausstattung wieder in der Kirche aufgestellt, die Chorrückwand erhielt ein abstraktes Gemälde, der Taufstein wurde in der Mitte des Kirchenschiffs aufgestellt.

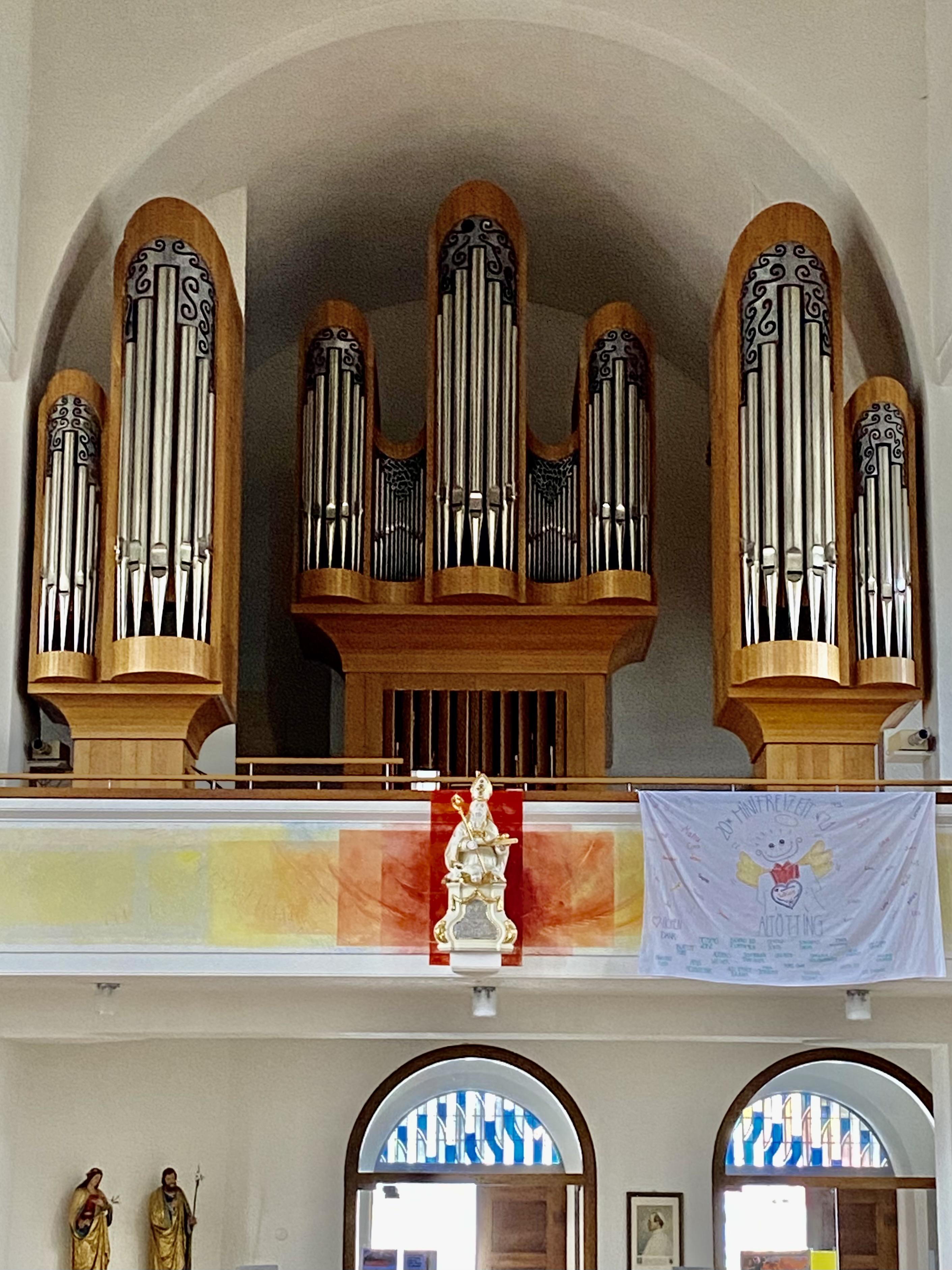
Orgel von 1985

## Orgel
1985 konnte Bischof Gnädinger eine neue Orgel auf der Empore über dem Eingangsbereich weihen. Sie hat 2164 Pfeifen aus Zinnlegierungen und aus Holz in 33 klingenden Registern auf zwei Manualen und Pedal. Sie wurde von der Orgelwerkstatt der Gebrüder Späth aus Freiburg im Breisgau gebaut. Das Instrument ersetzt eine Orgel, die 1868 von der Giengener Orgelmanufaktur Gebr. Link für die vorige Lenzkircher Kirche gebaut wurde und 1936 von der Überlinger Werkstatt Mönch Orgelbau nach Überholung in der damals neuen Kirche aufgestellt wurde. Nach dem Ausbau in Lenzkirch wurde sie 1993 in der Nikolauskirche Schönenbach nach Restaurierung von der Freiburger Orgelbau Gebrüder Späth neu aufgestellt.

## Glocken
Im Turm befindet sich ein sechsstimmiges Glockengeläut, das mit Ausnahme der kleinsten Glocke aus Stahlglocken besteht, die 1951 vom Bochumer Verein gegossen wurden. Die Laurentiusglocke aus Bronze wurde 1935 von Benjamin Grüninger gegossen und hat die Beschlagnahme der Glocken während des Zweiten Weltkriegs überdauert.
| Glocke | Name       | Durchmesser | Gewicht | Schlagton | Inschrift                                          |
| ------ | ---------- | ----------- | ------- | --------- | -------------------------------------------------- |
| 1      | Maria      | 1800 mm     | 2230 kg | h°+2      | Maria, Königin des Friedens: wahr uns den Frieden! |
| 2      | Nikolaus   | 1510 mm     | 1278 kg | d’+4      | St, Nikolaus, unser Pfarrpatron: bitte für uns!    |
| 3      | Paulus     | 1350 mm     | 931 kg  | e’+4      | St. Paulus: bitte für uns!                         |
| 4      | Josef      | 1110 mm     | 533 kg  | g’+4      | St. Josef, schirm unsere Familien!                 |
| 5      | Eulogius   | 980 mm      | 345 kg  | a’+4      | St. Eulogius, lass deine Huld uns seh’n!           |
| 6      | Laurentius |             | ~280 kg | c″        |                                                    |